# Donald Love
Donald Alistair Love (Rochdale, 24 februari 1994) is een Schots voetballer die bij voorkeur als rechtsback speelt. Hij stroomde in 2016 door vanuit de jeugd van Manchester United.

## Clubcarrière
Love werd geboren in Rochdale en sloot zich op achtjarige leeftijd aan in de jeugdacademie van Manchester United. In 2013 tekende hij zijn eerste profcontract. In oktober 2015 werd de Schots jeugdinternational verhuurd aan Wigan Athletic. Op 3 oktober 2015 maakte hij zijn opwachting in de Football League One tegen Walsall. Na zeven competitieduels keerde Love terug naar Manchester. Op 13 februari 2016 debuteerde hij in de Premier League in het uitduel tegen Sunderland AFC. Love viel na 37 minuten in voor de geblesseerde Matteo Darmian.

## Interlandcarrière
Love kwam reeds uit voor diverse Schotse nationale jeugdselecties. In 2015 debuteerde hij in Schotland –21.